# Palais des congrès de Riga
Le Palais des congrès de Riga (en letton : Rīgas Kongresu nams) est un bâtiment situé dans le quartier du Centrs à Riga en Lettonie. 

## Présentation
Le Palais des Congrès est un bâtiment monumental en brique de trois étages situé dans le parc Kronvald, au 5, rue Krišjāņa Valdemāra.
Conçu par les architectes Juris Gertmanis et Valērijs Kadirkovs, la construction du bâtiment s'est achevée en 1982. 
La décoration extérieure du bâtiment a utilise de la dolomite rose et de l'étain cuivré. 
Au premier étage du bâtiment se trouve une salle de conférence de 1 200 places, au deuxième étage il y a le balcon de la grande salle, une petite salle, ainsi que d'autres pièces, tandis qu'au troisième étage il y a des bureaux.  
En 1999-2000, une extension de quatre étages a été construite.
Le palais abrite environ 200 événements chaque année et peut accueillir jusqu'à 1 500 invités en même temps.
Le palais compte la plus grande salle du centre de Riga avec 1142 places.
L'espace extérieur du palais est adapté aux événements en plein air, à côté du canal de la ville, de l'espace vert du parc et de la grande place de 4 000 m2 devant le palais.

## Histoire
Initialement, l'édifice a été construit comme Maison d'éducation politique du Comité central du Parti communiste de Lettonie. Dans ce bâtiment les 8 et 9 octobre 1988, le congrès fondateur du Front populaire letton a eu lieu, ainsi que le congrès fondateur d'Interfront au début de 1989.
À l'avenir, la salle des congrès de Riga sera remplacée par la salle de concert philharmonique de Riga.

## Galerie

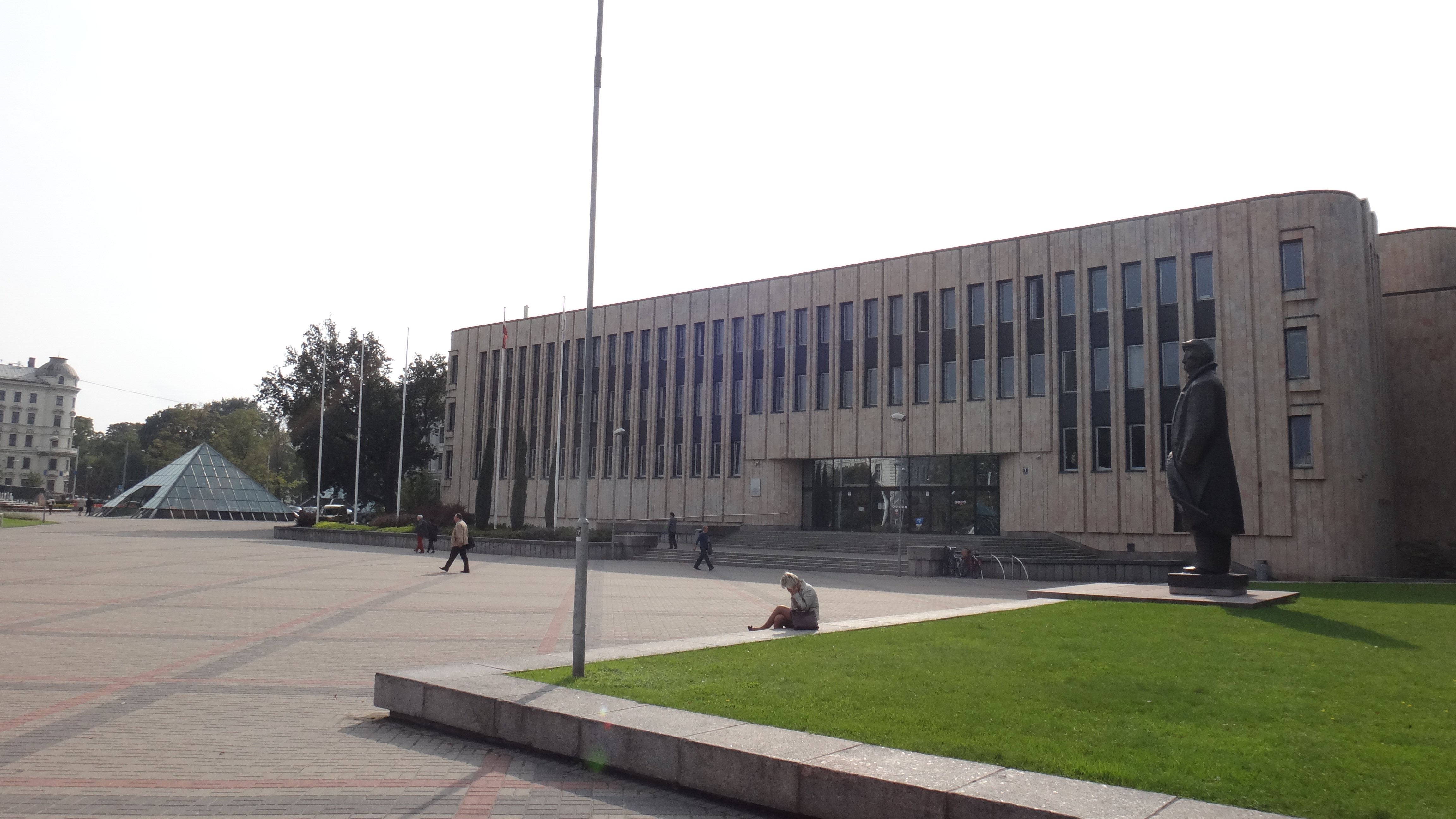
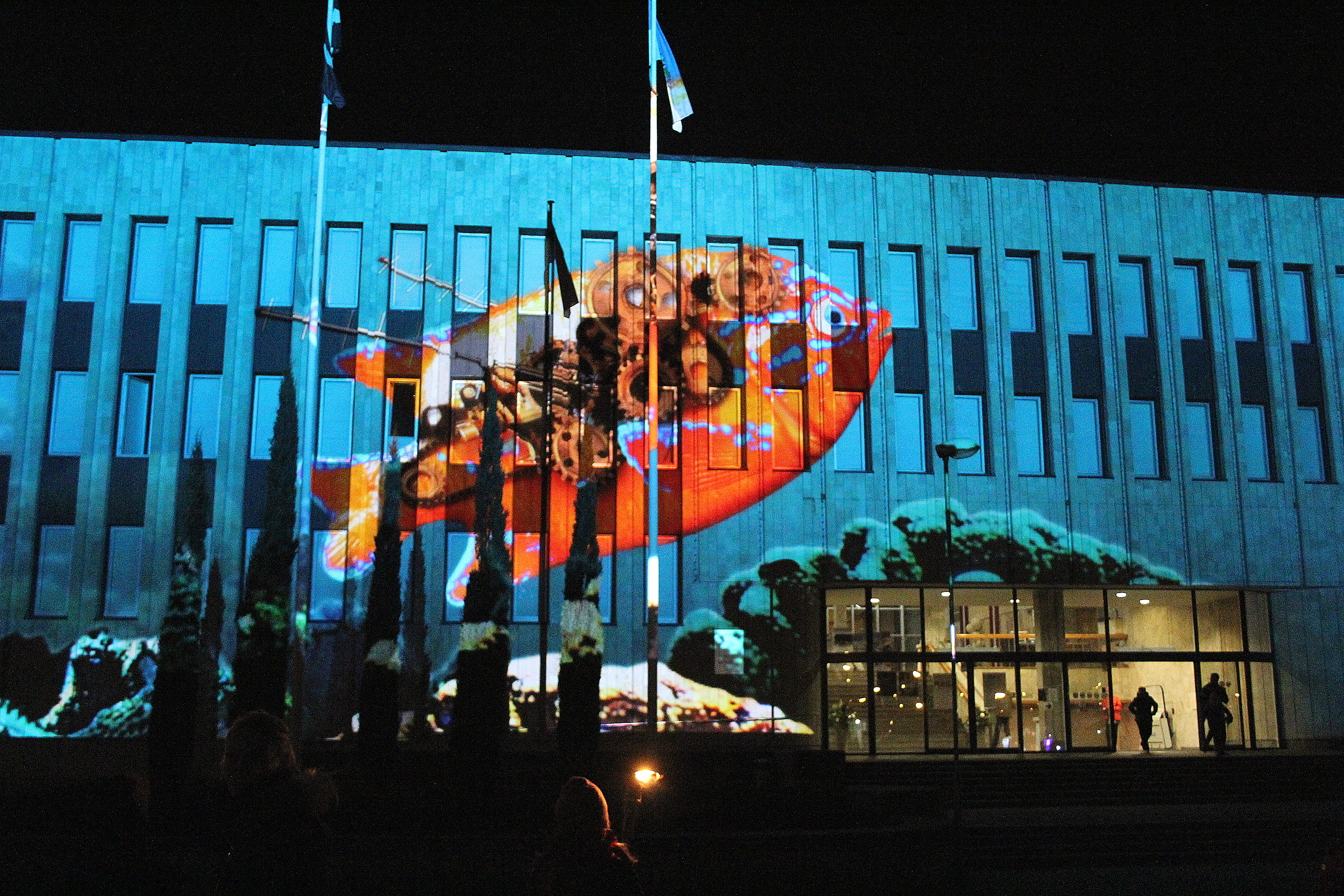
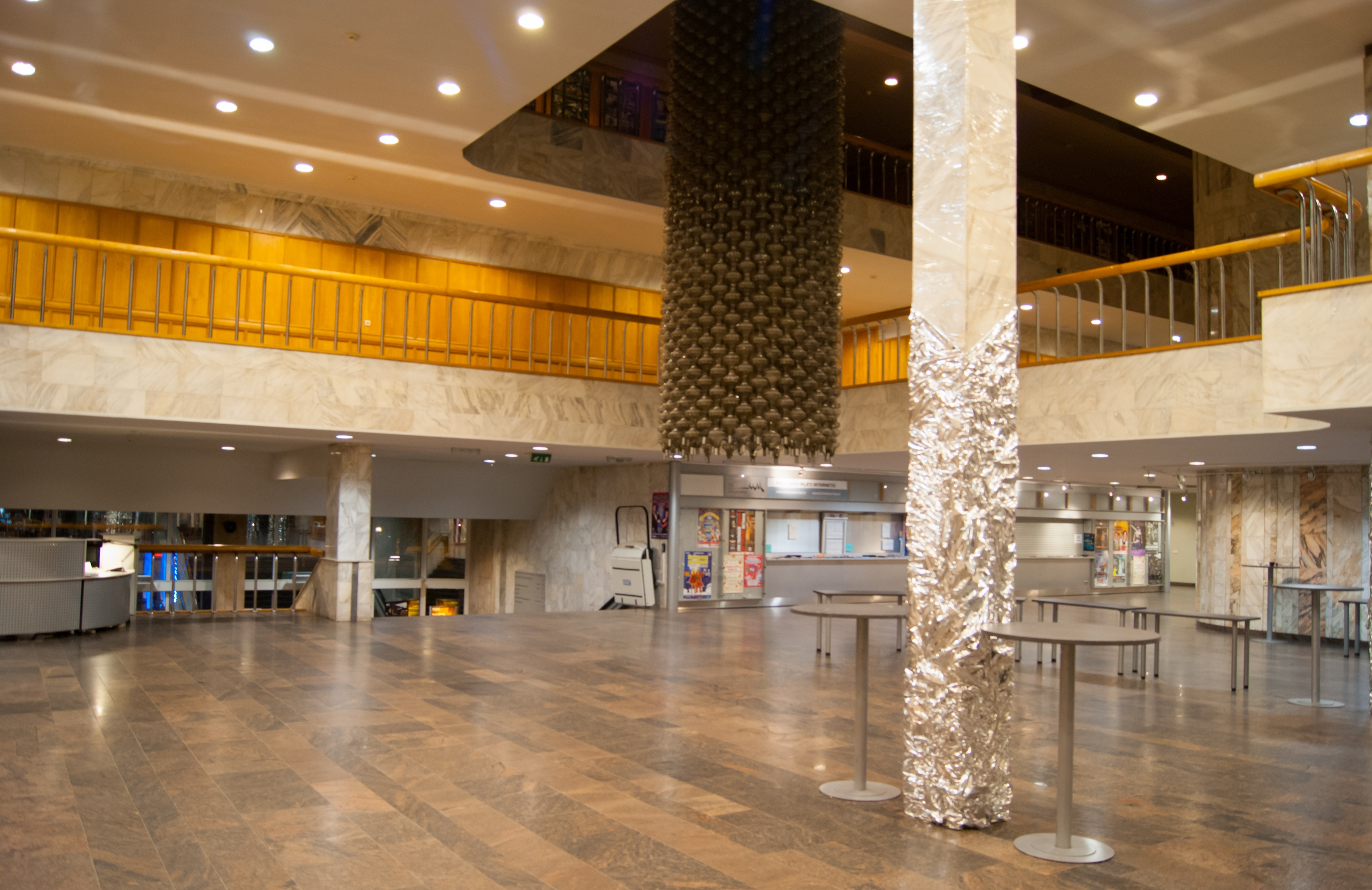

### Articles  connexes
- Canal de verdure